# Wohnhaus Müggendorfer Straße 2
Das Wohnhaus Müggendorfer Straße 2 in der niedersächsischen Samtgemeinde Land Hadeln, Gemeinde Otterndorf, im Landkreis Cuxhaven, stammt aus der Mitte des 18. Jahrhunderts. Aktuell (2024) wird es als Wohnhaus, gewerblich und als Kanzlei genutzt.
Das Gebäude steht unter Denkmalschutz (siehe auch Liste der Baudenkmale in Otterndorf).

## Geschichte und Beschreibung
Das zweigeschossige traufständige klassizistische verputzte Gebäude mit schiefergedecktem Walmdach wurde 1840 für den Hofbesitzer und Landschöffen Christoph Lange gebaut. Die symmetrische Südseite wurde als Schaufassade gestaltet mit einem durch Rahmung der Mittelachse mit Lisenen betonten Eingangsbereich. Rundbogige (EG) und segmentbogige (OG) Fenster werden durch ein breites Gurtgesims getrennt. Das zurückliegende repräsentative Wohnhaus gehört zu einer ehemaligen Hofanlage mit parkähnlichem Garten. Im Inneren sind bauzeitliche Ausstattungen und Teile der Ausmalung erhalten. Allgemein wurde die Villa auch als „Schlösschen“ bezeichnet.
Das Landesdenkmalamt befand u. a.: „… im Landkreis Cuxhaven eher selten anzutreffender Typ einer großzügigen und repräsentativen klassizistischen Anlage.“
Bauherr Christoph Lange (1776–1849) war Landschöffe sowie Stifter der Volksschulen Müggendorf und Schmeelweg; nach ihm ist die örtliche Christoph-Lange-Straße benannt worden.